# 服部恵
服部 恵（はっとり めぐみ、1982年12月14日 - ）は、日本の音楽家。東京都認定ヘブンアーティスト。血液型はA型。
福岡県太宰府市出身。福岡県立筑紫高等学校→東京芸術大学卒業。兄が2人いる。

## 略歴
- 4歳よりピアノを、12歳より打楽器を始める。
- 1999年・2000年と福岡県高校文化連盟主催ソロコンテストにおいて、2年連続グランプリ受賞。
- 2007年ブルガリアで行われた打楽器国際コンクール Duo部門において1位なしの2位と特別賞を受賞。
- 2010年メキシコのチアパスにて『MARIMBISTAS2010』に日本代表として招待演奏。
- 2012年イタリア国際打楽器コンクールVibraphone部門にて1位受賞。

その他　久石譲ピアノストーリーズコンサートツアー、NHK番組「ザ☆スター」の久石譲の特集にて共演、TV出演。ゲド戦記の作曲を手がけた寺嶋民哉主催のコンサートに競演。日本テレビ開局55年記念企画「アナウンサーコンチェルト」にて、音楽指導、TV出演。日本丸・ぱしふぃっくびいなすなど豪華客船の国内クルーズに乗船し演奏披露。ももいろクローバーZを始めさまざまなアーティストのCD、テレビ番組の音楽等レコーディングにも参加。「クラシック音楽をより身近に」をモットーに、他楽器・ダンス・科学とのコラボレーション通して活動しながら、ミュージカルのオーケストラメンバー・フリーパーカッショニストとしてクラシック・Jazz・Pops・ラテンなどジャンルを問わず幅広く活躍中。最近はVibraphone奏者としても活躍の場を広げている。
音楽ユニット「Vanilla Mood」のヴァイオリニスト・Yuiは大学の同級生であり、Yuiが出演するライブにも度々参加している。